# 陳天霖
陳天霖
（2012年5月19日—），臺灣童星，3歲參與高雄電影節-小孩不在家(導演 練建宏)開始參與戲劇演出，對戲劇很有熱忱。參與多部微電影、廣告演出，4歲開始學習跆拳，參加多場比賽取得金牌，2023年取得黑帶三段及全國跆拳道比賽黑帶組第三名。

## 演出作品

### 電視電影/微電影/電視劇
| 上映年份 | 作品名稱                          | 飾演角色         |
| 2023     | 《中元大餐》                      | 小國龍(台語演出) |
| 2022     | 《『人間焠鍊』電影前導影片》      | 小黃軒》         |
| 2022     | 《客家電視台—船到橋頭不會直》     | 小緣頭(客語演出) |
| 2018     | 《客家電視台—台北歌手》           | 阿城(客語演出)   |
| 2018     | 《你的孩子不是你的孩子_必須過動》 | 若傑(童年)       |
| 2017     | 《中視電視電影—TMD天堂》          | 小安             |
| 2017     | 《植劇場－夢裡的一千道牆          | 徐曉帆(童年)     |
| 2016     | 《高雄電影節—小孩不在家》         | 小光             |

### 官方宣傳影片
| 年份  | 作品名稱                                   |
| 20224 | 《高雄市政府工務局-太陽光電–風雨球場篇》   |
| 2021  | 《高雄市壽山動物園-小小主播》              |
| 2020  | 《國立科學工藝博物館-智慧烹調區介紹》      |
| 2020  | 《國立科學工藝博物館-智慧醫療區介紹》      |
| 2020  | 《台南市政府—台語月》(台語配音)            |
| 2020  | 《海洋保育署—海龜保育影片》                |
| 2019  | 《民航局宣傳影片》                         |
| 2019  | 《台北市政府—台北兒童月影片》              |
| 2018  | 《經濟部能源局臺灣能實現，能源轉型在路上》 |
|       | 《衛福部—不打小孩宣導影片》                |
|       | 《國教署—公兒共幼園影片》                  |

### MV
| 年份 | 作品名稱                                                     |
| 2022 | 《荒山亮—愛可以重來（財團法人犯罪被害人保護協會 2020主題曲》 |
| 2019 | 《五月天—隱形的紀念》                                        |
| 2017 | 《勞動服務-夜市仔》                                          |

### 微電影廣告
| 年份 | 作品名稱                               |
| 2020 | 《五木拉麵—家味食光：第一味 世代傳承》 |

### 教學影片
| 年份 | 作品名稱            |
| 2016 | 《巧虎 ABC Island》 |

### 電視／網路／平面廣告
| 年份 | 作品名稱                                  |
| 2020 | 《喜年來—貼心祝福禮篇》                   |
| 2020 | 《【台灣房屋】為你找家的歸屬感！》        |
| 2019 | 《皇裕建設-觀雲2》                        |
| 2019 | 《高雄小城─大夢想篇》                     |
| 2019 | 《枋客文旅-故事篇》                       |
| 2018 | 《象印-鐵器塗層豪熱羽釜壓力IH電子鍋》     |
| 2018 | 《台南大員皇冠假日酒店-形象廣告》         |
| 2018 | 《Volvo-愛的新思維 As a Mom篇》           |
| 2017 | 《國泰人壽—你的Monday是什麼顏色？紫色篇》 |
| 2017 | 《南紡購物中心平面廣告》                  |
| 2016 | 《光泉-找回你心中的那一杯》               |

### 學生製片/畢業製作
| 年份 | 作品名稱 |
| 2021 | 《平安》 |
| 2021 | 《順心》 |
| 2019 | 《粼粼》 |

1. ↑  {{cite web|title=中元大餐|url= https://www.youtube.com/watch?v=ARoFiGEYgrA
2. ↑  .   [2022-12-03]. （原始内容存档于2022-12-03）.
3. ↑  {{cite web|title=高雄市政府工務局-太陽光電–風雨球場篇|url= https://www.youtube.com/watch?v=X689hwQJRW0
4. ↑  {{cite web|title=荒山亮—愛可以重來|url=https://www.youtube.com/watch?v=IT9XA1VFVC4%7Carchive
5. ↑  .   [2022-06-05]. （原始内容存档于2020-07-01）.
6. ↑  .   [2022-05-13]. （原始内容存档于2022-05-13）.